# 빅토르 추카린
빅토르 이바노비치 추카린(러시아어: Виктор Иванович Чукарин, 우크라이나어: Віктор Іванович Чукарін, 1921년 11월 9일 ~ 1984년 8월 25일)은 소비에트 연방의 체조 선수들 중 처음으로 가장 위대한 선수였다. 1952년과 1956년 하계 올림픽에서 7개의 금메달을 포함하여 총 11개의 메달을 획득하였다.

## 어린 시절
크림반도의 크라스노아르미스케에서 태어나 19세 때 스포츠의 마스터 칭호를 얻었으나, 동부 전선의 발발과 함께 훈련을 미루고 말았다.
1946년 리부프 체육 문화 연구소에 들어가 4년 후에 졸업하였다.

## 선수 경력
1949년 소비에트 연방 국내 선수권 대회에서 개인 종합 종목을 우승하고 1950년, 1951년, 1953년, 1955년에도 타이틀을 되풀이하였다.
1952년 헬싱키 올림픽에서 개인 종합의 0.7점 차이로 우승을 포함하여 6개의 메달(금 4, 은 2)로 대회의 가장 성공적 선수가 되었다.
4년 후, 멜버른 올림픽에서 단체전과 개인 종합 2연승을 포함하여 5개의 메달(금 3, 은 1, 동1)을 획득하였다.
1954년 세계 선수권 대회에서 단체전과 개인 종합을 우승하여 소비에트 연방을 승리로 이끌었다.

## 이후의 생애
1957년 라리사 라티니나와 더불어 레닌 훈장이 수여되었다.
1961년에는 아르메니아 체조 팀의 코치를 맡았고, 2년 후 모교의 조교수가 되었다.
62세의 나이로 르부프에서 사망하였다.

## 같이 보기
- 올림픽 다관왕 목록